# Melanargia suwarovius
Melanargia suwarovius är en fjärilsart som beskrevs av Herbst 1796. Melanargia suwarovius ingår i släktet Melanargia och familjen praktfjärilar. Inga underarter finns listade i Catalogue of Life.